# Superpuchar Włoch w piłce nożnej
Superpuchar Włoch (wł. Supercoppa Italiana) – trofeum przyznawane zwycięskiej drużynie w czterozespołowym turnieju, w którym biorą udział: zdobywca mistrzostwa Włoch oraz jego wicemistrzostwa, zdobywca Pucharu Włoch oraz jego finalista.
Superpuchar został utworzony w 1988 jako mecz pomiędzy mistrzem Włoch, a zdobywcą Pucharu Włoch. Od edycji 2023 udział poszerzono o dwa zespoły – wicemistrza Włoch oraz finalistę krajowego pucharu. Najwięcej zwycięstw w rozgrywkach Superpucharu Włoch zdobył Juventus, który dziewięciokrotnie triumfował.

## Historia
Pierwsza edycja rozgrywek o Superpuchar odbyła się 14 czerwca 1989. Na stadionie San Siro w Mediolanie zmierzył się ówczesny zdobywca mistrzostwa Włoch Milan ze zdobywcą Pucharu Włoch, zespołem Sampdorii. Mecz zakończył się wynikiem 3:1 dla Milanu. W 1993 Superpuchar rozgrywany był w Waszyngtonie, w 2002 w Trypolisie natomiast w 2003 w Nowym Jorku. Od 2009 finał Superpucharu Włoch rozgrywany jest na stadionie olimpijskim w Pekinie. Na mocy umowy z lat 2011–2013 mecze Superpucharu odbywały się na terenie Chin w zamian za co liga włoska otrzymała 10 mln euro. W 2014 mecz odbył się w Katarze. Rok później w Szanghaju, natomiast w roku 2016 po raz kolejny w Katarze. W edycji 2018 we włoskim Superpucharze wprowadzono technologię VAR (wykorzystywaną już w poprzednich mistrzostwach). W 2018 i 2019 mecz o Superpuchar został rozegrany w Arabii Saudyjskiej. Po dwóch latach przerwy w 2022 wrócono do stadionu w Arabii Saudyjskiej.

## Format
Mecz o Superpuchar Włoch rozgrywany jest przed rozpoczęciem każdego sezonu, a od 2016 w połowie sezonu. W przypadku remisu, po upływie regulaminowego czasu gry, przeprowadza się dogrywkę. Jeżeli i ona nie wyłoni zwycięzcy, to od razu zarządzana jest seria rzutów karnych. Od edycji 2023 został wprowadzony system czterech drużyn – zdobywcy pierwszego i drugiego miejsca w Serie A oraz zdobywcy oraz finalisty Pucharu Włoch.

## Zwycięzcy i finaliści
| 3:1                                 |
| ----------------------------------- |
| Rijkaard Van Basten Mannari –Vialli |

| 2:0           |
| ------------- |
| Cucchi Serena |

| 5:1                                   |
| ------------------------------------- |
| Careca (2) Silenzi (2) Crippa –Baggio |

| 1:0     |
| ------- |
| Mancini |

| 2:1                       |
| ------------------------- |
| Van Basten Massaro –Melli |

| 1:0    |
| ------ |
| Simone |

| 1:1 (k. 4:3)       |
| ------------------ |
| Gullit –Mihajlović |

| 1:0    |
| ------ |
| Vialli |

| 2:1                      |
| ------------------------ |
| Batistuta (2) –Savićević |

| 3:0               |
| ----------------- |
| Inzaghi (2) Conte |

| 2:1                         |
| --------------------------- |
| Nedvěd Conceição –Del Piero |

| 2:1                                 |
| ----------------------------------- |
| Crespo Boghossian –Guglielminpietro |

| 4:3                                                   |
| ----------------------------------------------------- |
| López (2) Mihajlović Stanković –Keane Farinós Vampeta |

| 3:0                    |
| ---------------------- |
| Candela Montella Totti |

| 2:1                    |
| ---------------------- |
| Del Piero (2) –Di Vaio |

| 1:1 pd. (k. 5:3) |
| ---------------- |
| Trezeguet –Pirlo |

| 3:0            |
| -------------- |
| Szewczenko (3) |

| 1:0 pd. |
| ------- |
| Verón   |

| 4:3 pd.                                      |
| -------------------------------------------- |
| Vieira (2) Crespo Figo –Mancini Aquilani (2) |

| 1:0           |
| ------------- |
| De Rossi (k.) |

| 2:2 pd. (k. 6:5)                     |
| ------------------------------------ |
| Muntari Balotelli, –De Rossi Vučinić |

| 2:1                     |
| ----------------------- |
| Matuzalém Rocchi –Eto'o |

| 3:1                     |
| ----------------------- |
| Pandev Eto'o (2) –Riise |

| 2:1                           |
| ----------------------------- |
| Ibrahimović Boateng –Sneijder |

| 4:2 pd.                                            |
| -------------------------------------------------- |
| Asamoah Vidal Maggio (sam.) Vučinić –Cavani Pandev |

| 4:0                                |
| ---------------------------------- |
| Pogba Chiellini Lichtsteiner Tevez |

| 2:2 pd. (k. 6:5)       |
| ---------------------- |
| Higuaín (2) –Tevez (2) |

| 2:0               |
| ----------------- |
| Mandžukić, Dybala |

| 1:1 pd. (k. 4:3)       |
| ---------------------- |
| Bonaventura –Chiellini |

| 3:2                             |
| ------------------------------- |
| Immobile (2) Murgia –Dybala (2) |

| 1:0               |
| ----------------- |
| Cristiano Ronaldo |

| 3:1                                |
| ---------------------------------- |
| Luis Alberto Lulić Cataldi –Dybala |

| 2:0            |
| -------------- |
| Ronaldo Morata |

| 2:1 pd.                    |
| -------------------------- |
| Martínez Sánchez –McKennie |

| 3:0                    |
| ---------------------- |
| Dimarco Džeko Martínez |

| 1:0      |
| -------- |
| Martínez |

| 3:2                                        |
| ------------------------------------------ |
| Hernández Pulisic Abraham –Martínez Taremi |

| 3:1                                 |
| ----------------------------------- |
| Rijkaard Van Basten Mannari –Vialli |

| 2:0           |
| ------------- |
| Cucchi Serena |

| 5:1                                   |
| ------------------------------------- |
| Careca (2) Silenzi (2) Crippa –Baggio |

| 1:0     |
| ------- |
| Mancini |

| 2:1                       |
| ------------------------- |
| Van Basten Massaro –Melli |

| 1:0    |
| ------ |
| Simone |

| 1:1 (k. 4:3)       |
| ------------------ |
| Gullit –Mihajlović |

| 1:0    |
| ------ |
| Vialli |

| 2:1                      |
| ------------------------ |
| Batistuta (2) –Savićević |

| 3:0               |
| ----------------- |
| Inzaghi (2) Conte |

| 2:1                         |
| --------------------------- |
| Nedvěd Conceição –Del Piero |

| 2:1                                 |
| ----------------------------------- |
| Crespo Boghossian –Guglielminpietro |

| 4:3                                                   |
| ----------------------------------------------------- |
| López (2) Mihajlović Stanković –Keane Farinós Vampeta |

| 3:0                    |
| ---------------------- |
| Candela Montella Totti |

| 2:1                    |
| ---------------------- |
| Del Piero (2) –Di Vaio |

| 1:1 pd. (k. 5:3) |
| ---------------- |
| Trezeguet –Pirlo |

| 3:0            |
| -------------- |
| Szewczenko (3) |

| 1:0 pd. |
| ------- |
| Verón   |

| 4:3 pd.                                      |
| -------------------------------------------- |
| Vieira (2) Crespo Figo –Mancini Aquilani (2) |

| 1:0           |
| ------------- |
| De Rossi (k.) |

| 2:2 pd. (k. 6:5)                     |
| ------------------------------------ |
| Muntari Balotelli, –De Rossi Vučinić |

| 2:1                     |
| ----------------------- |
| Matuzalém Rocchi –Eto'o |

| 3:1                     |
| ----------------------- |
| Pandev Eto'o (2) –Riise |

| 2:1                           |
| ----------------------------- |
| Ibrahimović Boateng –Sneijder |

| 4:2 pd.                                            |
| -------------------------------------------------- |
| Asamoah Vidal Maggio (sam.) Vučinić –Cavani Pandev |

| 4:0                                |
| ---------------------------------- |
| Pogba Chiellini Lichtsteiner Tevez |

| 2:2 pd. (k. 6:5)       |
| ---------------------- |
| Higuaín (2) –Tevez (2) |

| 2:0               |
| ----------------- |
| Mandžukić, Dybala |

| 1:1 pd. (k. 4:3)       |
| ---------------------- |
| Bonaventura –Chiellini |

| 3:2                             |
| ------------------------------- |
| Immobile (2) Murgia –Dybala (2) |

| 1:0               |
| ----------------- |
| Cristiano Ronaldo |

| 3:1                                |
| ---------------------------------- |
| Luis Alberto Lulić Cataldi –Dybala |

| 2:0            |
| -------------- |
| Ronaldo Morata |

| 2:1 pd.                    |
| -------------------------- |
| Martínez Sánchez –McKennie |

| 3:0                    |
| ---------------------- |
| Dimarco Džeko Martínez |

| 1:0      |
| -------- |
| Martínez |

| 3:2                                        |
| ------------------------------------------ |
| Hernández Pulisic Abraham –Martínez Taremi |

Uwagi:

- wytłuszczono i kursywą oznaczone zespoły, które w tym samym roku wywalczyły mistrzostwo i Puchar kraju (dublet),
- wytłuszczono zespoły, które zdobyły mistrzostwo kraju,
- kursywą oznaczone zespoły, które zdobyły Puchar kraju.

## Statystyki

### Klasyfikacja według klubów
W dotychczasowej historii finałów o Superpuchar Włoch na podium oficjalnie stawało w sumie 9 drużyn. Liderem klasyfikacji jest Juventus F.C., który zdobył trofeum 9 razy.
(aktualne na 6 stycznia 2025)
| Lp. | Klub           | Zdobywca | Finalista     | Zwycięskie sezony                              | Przegrane finały             |   |   |                                                      |                                                |
| --- | -------------- | -------- | ------------- | ---------------------------------------------- | ---------------------------- | - | - | ---------------------------------------------------- | ---------------------------------------------- |
| Lp. | Klub           | 1.       | Juventus F.C. | Zwycięskie sezony                              | Przegrane finały             | 9 | 8 | 1995, 1997, 2002, 2003, 2012, 2013, 2015, 2018, 2020 | 1990, 1998, 2005, 2014, 2016, 2017, 2019, 2021 |
| 2.  | Inter Mediolan | 8        | 5             | 1989, 2005, 2006, 2008, 2010, 2021, 2022, 2023 | 2000, 2007, 2009, 2011, 2024 |   |   |                                                      |                                                |
| 2.  | A.C. Milan     | 8        | 5             | 1988, 1992, 1993, 1994, 2004, 2011, 2016, 2024 | 1996, 1999, 2003, 2018, 2022 |   |   |                                                      |                                                |
| 4.  | S.S. Lazio     | 5        | 3             | 1998, 2000, 2009, 2017, 2019                   | 2004, 2013, 2015             |   |   |                                                      |                                                |
| 5.  | AS Roma        | 2        | 4             | 2001, 2007                                     | 1991, 2006, 2008, 2010       |   |   |                                                      |                                                |
| 6.  | SSC Napoli     | 2        | 3             | 1990, 2014                                     | 2012, 2020, 2023             |   |   |                                                      |                                                |
| 7.  | UC Sampdoria   | 1        | 3             | 1991                                           | 1988, 1989, 1994             |   |   |                                                      |                                                |
| 7.  | Parma          | 1        | 3             | 1999                                           | 1992, 1995, 2002             |   |   |                                                      |                                                |
| 9.  | ACF Fiorentina | 1        | 1             | 1996                                           | 2001                         |   |   |                                                      |                                                |
| 10. | Torino FC      | 0        | 1             |                                                | 1993                         |   |   |                                                      |                                                |
| 11. | Vicenza        | 0        | 1             |                                                | 1997                         |   |   |                                                      |                                                |

### Klasyfikacja według miast
(aktualne na 6 stycznia 2025)
| Miasto    | Liczba tytułów | Kluby                              |
| --------- | -------------- | ---------------------------------- |
| Mediolan  | 16             | Inter Mediolan (8), A.C. Milan (8) |
| Turyn     | 9              | Juventus F.C. (9)                  |
| Rzym      | 7              | S.S. Lazio (5), AS Roma (2)        |
| Neapol    | 2              | SSC Napoli (2)                     |
| Florencja | 1              | ACF Fiorentina (1)                 |
| Genua     | 1              | UC Sampdoria (1)                   |
| Parma     | 1              | AC Parma (1)                       |

### Klasyfikacja według kwalifikacji
| Tytuł                   | Zwycięstw | Finałów |
| ----------------------- | --------- | ------- |
| Mistrz Włoch            | 24        | 11      |
| Zdobywca Pucharu Włoch  | 9         | 18      |
| Finalista Pucharu Włoch | 2         | 6       |

### Najlepsi strzelcy
(aktualne na 22 stycznia 2024)
| Poz. | Piłkarz              | Klub     | Gole | Mecze |
| ---- | -------------------- | -------- | ---- | ----- |
| 1    | Paulo Dybala         | Juventus | 4    | 6     |
| 1    | Lautaro Martínez     | Inter    | 4    | 6     |
| 2    | Carlos Tévez         | Juventus | 3    | 2     |
| 2    | Andrij Szewczenko    | Milan    | 3    | 3     |
| 2    | Samuel Eto'o         | Inter    | 3    | 3     |
| 2    | Alessandro Del Piero | Juventus | 3    | 6     |

### Najwięcej występów
(aktualne na 22 stycznia 2024)
| Poz. | Piłkarz               | Lata występów | Klub                    | Mecze |
| ---- | --------------------- | ------------- | ----------------------- | ----- |
| 1    | Gianluigi Buffon      | 1995–2017     | Parma (1), Juventus (8) | 9     |
| 1    | Dejan Stanković       | 1998–2011     | Lazio (2), Inter (7)    | 9     |
| 2    | Leonardo Bonucci      | 2012–2020     | Juventus                | 7     |
| 2    | Giorgio Chiellini     | 2013–2021     | Juventus                | 7     |
| 2    | Javier Zanetti        | 2005–2011     | Inter                   | 7     |
| 3    | Esteban Cambiasso     | 2005–2010     | Inter                   | 6     |
| 3    | Alessandro Costacurta | 1988–1999     | Milan                   | 6     |
| 3    | Stefan de Vrij        | 2015–2023     | Lazio                   | 6     |
| 3    | Alessandro Del Piero  | 1995–2005     | Juventus                | 6     |
| 3    | Paulo Dybala          | 2015–2021     | Juventus                | 6     |
| 3    | Stephan Lichtsteiner  | 2009–2016     | Lazio (1), Juventus (5) | 6     |
| 3    | Paolo Maldini         | 1992–2004     | Milan                   | 6     |

### Najwięcej tytułów
(aktualne na 22 stycznia 2024)
| Poz. | Piłkarz               | Klub                                       | Tytuły |
| ---- | --------------------- | ------------------------------------------ | ------ |
| 1    | Gianluigi Buffon      | Parma (1), Juventus (6)                    | 7      |
| 2    | Dejan Stanković       | Lazio (2), Inter (4)                       | 6      |
| 3    | Leonardo Bonucci      | Juventus                                   | 5      |
| 3    | Giorgio Chiellini     | Juventus                                   | 5      |
| 3    | Alessandro Costacurta | Milan                                      | 5      |
| 3    | Hernán Crespo         | Parma (1), Lazio (1), Milan (1), Inter (2) | 5      |
| 3    | Ciro Ferrara          | Napoli (1), Juventus (4)                   | 5      |
| 3    | Paolo Maldini         | Milan                                      | 5      |
| 3    | Paolo Orlandoni       | Lazio (1), Inter (4)                       | 5      |
| 3    | Walter Samuel         | Roma (1), Inter (4)                        | 5      |